# Carya tonkinensis
Carya tonkinensis är en valnötsväxtart som beskrevs av Paul Lecomte. Carya tonkinensis ingår i släktet hickory, och familjen valnötsväxter. Inga underarter finns listade i Catalogue of Life.